# 德马尔·约翰逊
德马尔·迈尔斯·约翰逊（英語：DerMarr Miles Johnson，1980年5月5日—），美国NBA联盟职业篮球运动员。他在2000年的NBA选秀中第1轮第6顺位被亚特兰大鹰选中。